# Општина Кристешти (Ботошани)
Кристешти (рум. Cristeşti) општина је у Румунији у округу Ботошани.
Oпштина се налази на надморској висини од 149 m.